# 馬施萬登
马施万登（德語：Maschwanden）是瑞士联邦苏黎世州阿福尔特恩区的市镇。该市镇面积为4.67平方千米，海拔高度398米，2018年12月31日人口数为656。

## 外部連結
- 马施万登官方网站 （页面存档备份，存于） （德文）